# Herb Saint Mary
Herb St. Mary – symbol heraldyczny Saint Mary, jednego z okręgów administracyjnych (zwanych parish-ami) znajdującego się na wyspie Jersey, jednej z Wysp Normandzkich.
Przedstawia na tarczy w polu błękitnym srebrną lilię heraldyczną.
Herb przyjęty został w 1921 lub 1923 roku.
Biała lilia jest symbolem Najświętszej Marii Panny, która jest patronką kościoła w Saint Mary. 
Wizerunek herbu Saint Mary widnieje na okolicznościowych monetach o nominale jednego funta Jersey.